# City Hall (film)
City Hall è un film drammatico del 1996 diretto da Harold Becker.

## Trama
New York. Il detective Eddie Santos, considerato un "duro" del suo dipartimento e con reputazione di poliziotto onesto, va a un appuntamento con un suo informatore, Vinnie Zapatti, che ha organizzato un incontro con suo cugino Tino, entrambi nipoti del boss Paul Zapatti. Tino è uno spacciatore in libertà vigilata e lo scopo dell'incontro è quello di permettere al detective di parlargli senza che lui ne sia avvertito ma appena vede il poliziotto avvicinarsi apre il fuoco: nella sparatoria che ne segue muoiono entrambi e viene ucciso anche un bambino di colore, James Bone jr.
Il sindaco di New York John Pappas viene informato dell'accaduto dal suo vice Kevin Kalhoun: il sindaco incontra Elaine, moglie del detective, ed entrambi assistono impotenti alla sua morte. Nel frattempo il vice apprende da due agenti degli affari interni sia dell'insolita condotta del poliziotto, sia dell'anomalia della condanna di Tino. La situazione politica in città è delicata: il partito del sindaco sta organizzando la convention per la rielezione del Presidente ed il vice si incarica di tranquillizzare il Senatore Marquand, che dovrebbe presiederla, sostenendo la qualità della sicurezza a New York ma uno dei suoi collaboratori, Abe Goodman, esprime delle perplessità in merito al rapporto sulla libertà vigilata di Tino.
Kevin ed Abe si recano dal supervisore, Larry Schwartz, ma le sue spiegazioni non fugano i loro dubbi e questo mette in allarme l'impiegato che riferisce la cosa al direttore del distretto elettorale Frank Anselmo; questi è un potente uomo politico, colluso con il boss mafioso Paul ed amico di importanti costruttori, tutti interessati al piano regolatore della città. Kevin riprende il suo lavoro; mentre tutto sembra tornare tranquillo l'avvocato Marybeth Cogan, che rappresenta la vedova di Eddie, si oppone alla campagna denigratoria nei confronti del detective morto, organizzata da Paul Zapatti per distogliere l'attenzione della stampa dal boss e mirante ad accreditare la corruzione del poliziotto e a risolvere la sparatoria come un regolamento di conti, e comincia a indagare.
Kevin ha un primo colloquio con il collega di Eddie, il detective Albert Holly, il quale avanza sospetti sul giudice. In aiuto viene il latitante Vinnie Zapatti che si incontra con Kevin e Marybeth e promette, in cambio di denaro e di un biglietto aereo, di fare delle rivelazioni sulla reale natura della sparatoria avvenuta a Brooklyn, prospettando un coinvolgimento del giudice: proprio mentre Marybeth sta mettendo insieme la somma da versargli, Vinnie viene trovato morto nel fiume. Kevin riferisce dell'accaduto al sindaco ma, trovandolo poco collaborativo, decide di sentire il detective Holly il quale, messo alle strette, gli rivela che non solo era al corrente dell'incontro tra Eddie e Tino ma che esiste un altro rapporto sulla libertà vigilata che è scomparso.
Kevin, insieme a Marybeth, si reca nella prigione dove lavora un agente penitenziario che si era occupato della vicenda giudiziaria di Tino, il quale riferisce che la richiesta fatta in origine era stata di un periodo di carcerazione da 10 a 20 anni ma si rifiuta di fornire ulteriori spiegazioni sull'accaduto. Marybeth vorrebbe agire subito facendolo testimoniare ma Kevin la persuade ad aspettare, al fine di recuperare il rapporto originale e per questo contatta Schwartz ma, prima che possa consegnarglielo, questi viene ucciso. Kevin corre dal sindaco per convincerlo ad appoggiare la moglie del detective e togliere il sostegno al giudice anche a dispetto della loro vecchia amicizia e Kevin riesce a fare in modo che il magistrato si dimetta.
Le dimissioni di Walter Stern portano alla luce la collusione tra lui, Frank Anselmo ed il padrino della mafia Paul Zapatti; quest'ultimo, per tentare di chiudere l'ultima porta che potrebbe condurre a lui, induce al suicidio Frank. Kevin entra finalmente in possesso del rapporto originale, trovato dalla polizia nell'auto dove il politico si è tolto la vita e consegnato all'ufficio del Sindaco per evitare uno scandalo, ed in questo modo viene a sapere che è stato proprio il Sindaco ad intercedere presso il Giudice per ottenere una lieve condanna nei confronti di Tino in cambio dell'appoggio elettorale di Anselmo.
Questa notizia colpisce Kevin: avvilito e deluso, trova comunque la forza di affrontare John che nel frattempo si sta preparando a una trionfale campagna elettorale e, dopo un confronto vibrante, lo convince ad abbandonare la politica. Kalhoun si candida a sindaco e perde le elezioni, ma rimane fermo nel proposito di rendere la città un posto migliore in cui vivere.